# Bøgeskov
Bøgeskov is een plaats in de Deense regio Zuid-Denemarken, gemeente Fredericia, en telt 331 inwoners (2007).